# Bonwapitse (vattendrag)
Bonwapitse är ett vattendrag i Botswana.   Det ligger i distriktet Central, i den sydöstra delen av landet, 160 km nordost om huvudstaden Gaborone.
Omgivningarna runt Bonwapitse är huvudsakligen savann. Runt Bonwapitse är det mycket glesbefolkat, med 6 invånare per kvadratkilometer.